# Bathydrilus macroprostatus
Bathydrilus macroprostatus är en ringmaskart som beskrevs av Erséus 1986. Bathydrilus macroprostatus ingår i släktet Bathydrilus och familjen glattmaskar. Inga underarter finns listade i Catalogue of Life.